# Érick Sánchez
Erick Daniel „Chiquito” Sánchez Ocegueda (ur. 27 września 1999 w mieście Meksyk) – meksykański piłkarz występujący na pozycji środkowego lub ofensywnego pomocnika, reprezentant Meksyku, od 2024 roku zawodnik Amériki.